# Brouwerij Ceuterick
De Bouwerij Ceuterick of vroeger Brouwerij Vander Straaten is een voormalige brouwerij in Gavere in de Belgische provincie Oost-Vlaanderen. De brouwerij was actief was tot 1965.

## Geschiedenis
Odilon Ceuterick begon naast zijn stokerij ook een brouwerij diende hiervoor een aanvraag in in 1898. Na hem kwam Firmin Ceuterick en vanaf 1924 stond  Jérôme De winne aan het hoofd van de brouwerij. De brouwerij werd onder zijn bewind gemoderniseerd. Nieuwe motoren (firma Constructions Electriques de Belgiques), nieuwe brouwzaal (firma Lievens te Oudenaarde). Na zijn dood in 1941 brouwde de weduwe verder. In de volksmond werd de brouwerij toen ook brouwerij De Toekomst genoemd. De zoon, Jean De Winne, beëindigde  zijn studies van brouwmeester in 1950 en was de opvolger. 
Naast het brouwen voor andere brouwerijen waaronder Brouwerij Haecht verhandelde het ook frisdranken en speciaalbieren. Door de grote concurrentie werd het zelf brouwen stilgelegd in 1961 en vanaf 1965 lag alles stil.

## Bieren[1]
- Export
- Bock
- Kriekenbier
- Bruin Zottegems
- Spécial
- Dubbel bier
- Mars
- Venus (bier)